# فابیو ولو
فابیو ولو (انگلیسی: Fabio Vullo؛ زادهٔ ۱ سپتامبر ۱۹۶۴) بازیکن سابق والیبال اهل ایتالیا است. او در حال حاضر به عنوان مفسر در تلویزیون فعالیت می‌کند.
فابیو از سال ۱۹۸۴ تا ۱۹۹۳ عضو تیم ملی ایتالیا بود و توانست مدال برنز المپیک ۱۹۸۴ را در زمان عضویت خود در تیم ملی به دست آورد. ولو در سال ۲۰۰۳ از دنیای والیبال خداحافظی کرد که در آخرین فصل حضور خود در تیم لوبه بانکا حضور داشت. او در سال‌های ۱۹۸۶ تا ۲۰۰۰ عضو باشگاه مودنا بود و به افتخارات زیادی از جمله ۶ قهرمانی سری آ، ۵ قهرمانی جام حذفی ایتالیا، ۴ قهرمانی لیگ قهرمانان والیبال اروپا و یک قهرمانی سوپر کاپ اروپا دست یافت. او همچنین در سال ۱۹۹۱ با راونا قهرمانی جام باشگاه‌های جهان را تجربه کرد.